# Flegmaflip
Flegmaflip (Engels: The Draught of Peace) is een toverdrank in de Harry Potter-reeks van de Britse schrijfster J.K. Rowling. Flegmaflip is een brouwsel dat gebruikt wordt om angsten te verminderen en ongerustheid en zenuwachtigheid te verdwijnen. Omdat Flegmaflip moeilijk te bereiden is (aangezien er heel snel iets verkeerd kan gaan) wordt het behandeld tijdens de S.L.IJ.M.B.A.L.-examens in het vijfde leerjaar van Zweinstein.

## Bereiding
Het brouwen van een Flegmaflip vereist veel kennis en voorzichtigheid. Als er te veel ingrediënten in het drankje gegoten worden, verandert de uitwerking drastisch en zal degene die het drinkt in een diepe en soms eeuwige slaap vallen. Alle ingrediënten moeten in exact de goede hoeveelheden en op precies de goede tijd worden toegevoegd aan het drankje. Ook de vlammen waar de ketel op pruttelt moeten precies op het goede tijdstip naar de juiste temperatuur worden gebracht. Na iets minder dan tien minuten hoort er een soort zilveren damp te komen opstijgen uit de ketel.

## Ingrediënten
- Gemalen maansteen
- Twee druppels helleborussiroop